# 赫雷斯体育俱乐部
赫雷斯體育俱樂部（Xerez Club Deportivo, S.A.D.，一般稱為薩雷斯）是一家西班牙的足球俱樂部。主場位於安達盧西亞自治區城市赫雷斯。俱樂部成立於1947年9月24日。球隊曾參加2009-10年西甲賽事，這也是他們第一次參加西甲賽事。

## 外部連結
- 赫雷斯官方網站 （页面存档备份，存于）（西班牙文）